# Anna Eleonora af Hessen-Darmstadt
Anna Eleonora af Hessen-Darmstadt (født 30. juli 1601 i Darmstadt i Hessen, Tyskland, død 6. maj 1659 på slottet Herzberg) var hertuginde af Braunschweig-Lüneburg og mor til dronning Sophie Amalie af Danmark.
Anna Eleonora var datter af landgreve Ludvig V af Hessen-Darmstadt (1577–1626) og hans hustru Magdalena af Brandenburg (1582–1616). Hun giftede sig den 14. december 1617 i Darmstadt med den kommende hertug Georg af Braunschweig-Lüneburg. 
En af deres sønner, Ernst August, var fader til Georg 1. af Storbritannien. Datteren Sophie Amalia blev dronning af Danmark, gift med Frederik III. Hertug Georg udså i sit testamente hustruen Anna Eleonora og sin broder og sin svoger til formyndere for deres sønner. 
Hun fik otte børn, hvoraf fem levede til voksen alder:
- Christian Ludwig  (1622–1665)
- Georg Wilhelm  (1624–1705)
- Johan Frederik  (1625–1679)
- Sophie Amalie  (1628–1685)
- Ernst August  (1629–1698)